# 2345網址導航
2345網址導航是一款中國大陆的网址导航，由上海二三四五网络控股集团股份有限公司（Shanghai 2345 Network Holding Group Co., Ltd.，深交所：002195）运营。
二三四五公司于2005年9月创立，其经营范围为互联网应用和软件开发。2345网址导航于该公司创立的同时开始创建，并将该网站定位为“网民首选的上网入口”。
2014年1月16日，上海二三四五网络科技股份有限公司被海隆软件收购，成为其子公司。海隆软件自此开始涉足互联网行业。2015年3月13日，海隆软件将其在深交所的证券名称更改为“二三四五”。

## 合作簽約夥伴
百度、新浪网、淘宝网、腾讯网、京东、搜狐、优酷、大众点评、美团网、携程。

## 恶意软件争议
有媒体将2345网址导航與Webssearch、hao123等並列惡意軟體。通常隨其2345全家桶等程式下載到使用者的電腦上，並且惡意執行搜尋反導向。部分“2345導航站”首頁的彈窗廣告攜帶盜號木馬，該病毒會偷取QQ、遊戲平台（steam、WeGame）、知名遊戲（地下城與勇士、英雄聯盟、穿越火線）的賬號。這是一次設計精巧、組織周密的大規模盜號行動，利用周末時間突然發起攻擊，主要目標是網吧遊戲用戶。使用者常會看見許多網址掛名在搜索頁面上，通常內藏高危險網頁病毒，建議處理方式為重灌或解除安裝並改用其他瀏覽器。另外9991網址導航為旗下姊妹計畫。

## 外部連結
- 二三四五官网（页面存档备份，存于）
- 2345网址导航（页面存档备份，存于）